# Opius geniculatus
Opius geniculatus är en stekelart som beskrevs av Thomson 1895. Opius geniculatus ingår i släktet Opius och familjen bracksteklar. Arten är reproducerande i Sverige. Inga underarter finns listade i Catalogue of Life.